# Aviatico
Aviatico [aˈvjaːtiko] (Aviàdech [aˈvjadɛk] o Viàdech [ˈvjadɛk], in dialetto bergamasco) è un comune italiano di 585 abitanti della provincia di Bergamo in Lombardia. Posto sull'altipiano, che condivide con Selvino, che sovrasta la val Seriana, si trova a circa 24 chilometri a nord-est del capoluogo orobico.

## Geografia fisica

### Territorio

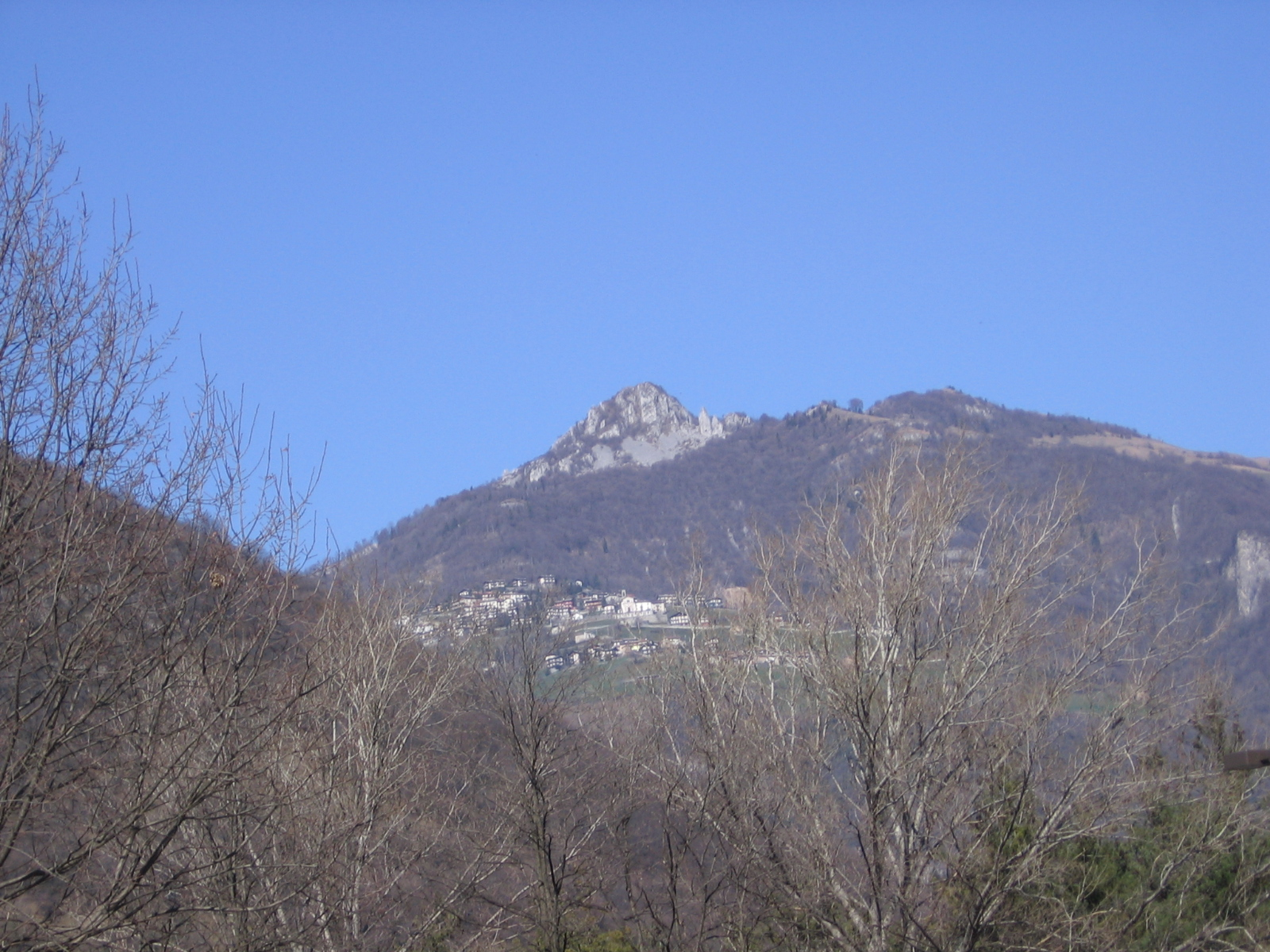
Il monte Cornagera con la frazione Amora

Il territorio di Aviatico è situato ad un'altezza di circa 1.022 m s.l.m. sulle pendici occidentali dei monti Cornagera e Poieto.
Leggermente più elevato rispetto all'altopiano di Selvino, comprende nel proprio territorio le frazioni di Ama, Amora e Ganda. Nonostante geograficamente e storicamente sia considerato parte della val Seriana, il capoluogo orograficamente ricade nella val Serina, tributaria della val Brembana, mentre solo le frazioni sono incluse nell'impluvio seriano.
I limiti comunali sono dati a Nord dalla Forca, piccolo valico tra i monti Poieto e la cresta del monte Suchello, mentre a Nord-Est confina con la val de Gru  e la parte della val Vertova ricadente nel comune di Gazzaniga. La porzione orientale è invece occupata dalla frazione di Ganda, a sua volta posta alla sommità della piccola valle del Rovaro, delimitata dai crinali del monte Ganda e Rena, delimitazioni naturali con i territori di Gazzaniga e Comenduno. A Sud-Ovest la linea prosegue a mezzacosta dalle pendici dei monti Rena fino a quelle del monte Nigromo, tratto entro il quale si incontrano Amora ed Ama. Ad Ovest si trova invece Selvino con il suo altopiano, mentre in direzione Nord-Ovest la divisione amministrativa è con Rigosa, frazione di Algua, e con Costa Serina.
Per ciò che concerne l'idrografia, non sono molti i corsi d'acqua che attraversano il territorio comunale. Si tratta per lo più di piccoli torrenti che raccolgono le acque in eccesso provenienti dai monti circostanti, e si sviluppano poi nel fondovalle seriano. Tra questi vi sono il Rovaro, l'Albina ed il Valgua.
Per quanto riguarda la viabilità interna, il paese ha una rete stradale ordinaria molto semplice, con tre vie che si uniscono nei pressi del centro abitato del capoluogo. La prima, la strada provinciale SP30, proviene da Serina e Trafficanti, frazione di Costa Serina; la seconda, la SP36 arriva da Selvino, mentre la terza, identificabile con la sigla SP 41, collega il capoluogo con le tre frazioni per proseguire verso Orezzo, frazione di Gazzaniga, e la bassa valle Seriana.

## Storia

### Dalla preistoria ai primi insediamenti

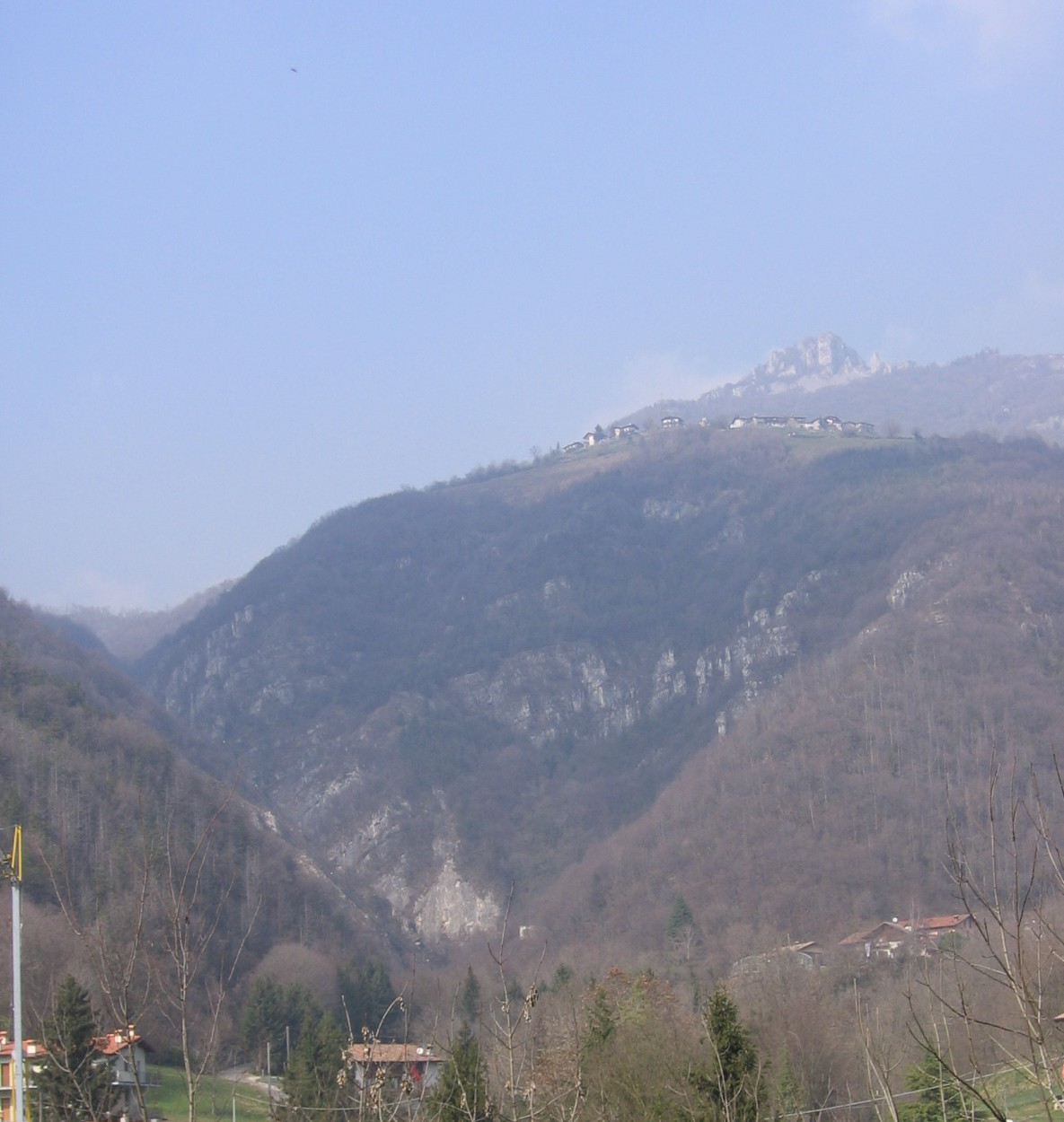
La valle del torrente Albina, dove sono stati rinvenuti resti di frequentazioni primitive

L'origine della presenza umana sul territorio comunale è da far risalire alla preistoria, come si può evincere da numerosi ritrovamenti rinvenuti in alcune cavità naturali, nelle quali si svilupparono alcuni tra i primi gruppi sedentari della valle Seriana.
Tra queste grotte vi sono quelle conosciute con il nome di Bus de Scabla e Paradiso degli asini che, situate nella valle dell'Albina (vicine al confine con Albino, a monte della località di Petello), hanno portato alla luce segni riferibili all'età del bronzo finale (cocci di vasi in terracotta) e sepolture dell'età del rame.
Tumulazioni coeve sono state rinvenute anche nella grotta Corna Altezza, anch'essa situata in posizione elevata nella piccola valle del Rovaro (nei pressi del confine con Gazzaniga ed Albino), vicino alla frazione di Ganda, unitamente a resti di animali quali volpi, marmotte e orsi (l'Ursus spelaeus).
I primi insediamenti stabili risalirebbero invece al VI secolo a.C., quando nella zona si stabilirono popolazioni di origine ligure, dedite alla pastorizia, tra cui gli Orobi. Ad essi si aggiunsero ed integrarono, a partire dal V secolo a.C., le popolazioni di ceppo celtico, tra cui i Galli Cenomani. Si trattava di nuclei autonomi tra loro, che mantenevano un isolamento pressoché totale rispetto a quelli collocati nelle vicinanze.

### La dominazione romana

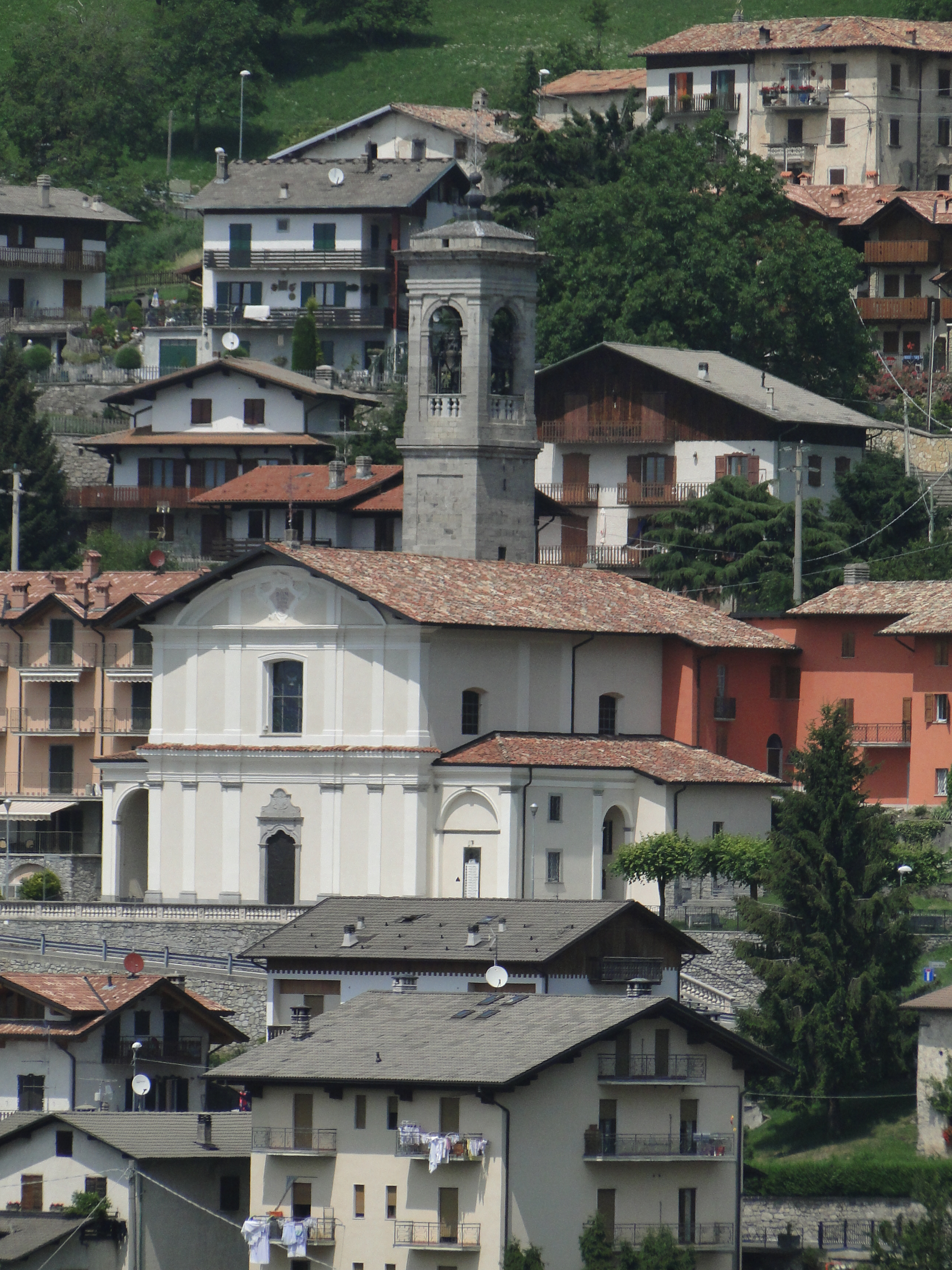
La chiesa parrocchiale di Aviatico, dedicata a san Giovanni Battista

La condizione mutò con l'arrivo dei Romani che, dopo aver avviato una prima opera di urbanizzazione, permise al borgo di uscire dal suo isolamento grazie alla costruzione di piccole vie di comunicazione quali sentieri e mulattiere.
Anche l'etimologia sarebbe da ricondurre a quel periodo. Nonostante a tal riguardo non esista un'uniformità di pensiero tra i vari storici, si presume che essa abbia origine da viaticum, cioè “ristoro per il viaggio”.
Infatti il paese si trovava in una posizione di passaggio per i viandanti che volevano spostarsi tra le valli Seriana e Brembana, passaggio che col passare dei secoli acquisì sempre più importanza fino ad avere rilevanza extra-territoriale.
Tale convinzione è propria anche dello storico Reginone anche se, nella Cronistorum de' Bèrgheim ne indica una differente matrice, derivante dal celtico Aviutum, traducibile nel latino viator transit. Un'altra interpretazione, perorata da Bortolo Belotti, dal Mazzi e dall'Olivieri, vorrebbe invece far risalire l'origine del nome dal gentilizio romano Avius o Avillius.
Non è tuttavia da escludere che questa possa essere riconducibile ad un periodo più antico, dal momento che lo storico latino Plinio il Vecchio già nel I secolo identificava il nucleo abitativo con il nome di Avium, di probabile matrice ligure (riconducibile quindi agli Orobi) stante ad indicare la presenza di uccelli rapaci.

### Il Medioevo

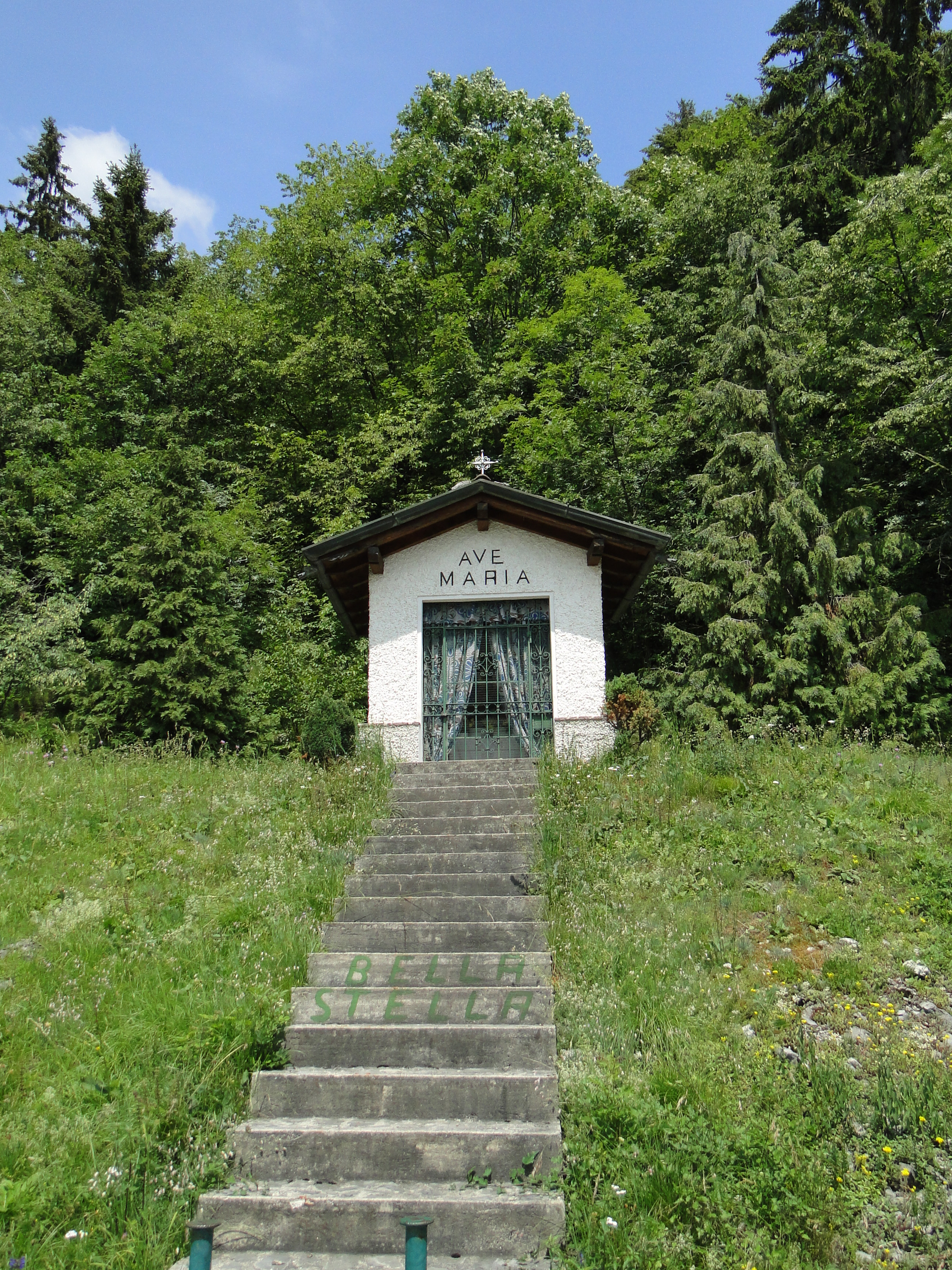
La cappelletta nei pressi della Forca, a ricordo dei fatti del 1185

Con l'arrivo dei Franchi, avvenuto verso la fine dell'VIII secolo, il territorio venne sottoposto al sistema feudale. A tal riguardo nel 973, mediante un atto redatto dall'imperatore Ottone II di Sassonia, il paese, al pari di gran parte della valle, venne infeudato al vescovo di Bergamo.
Alcune cronache del tempo, tra la realtà e la fantasia, indicano che verso il termine dell'anno 999, alcuni residenti del borgo abbandonarono le proprie abitazioni per via della grande paura derivante dall'avvento dell'anno 1000, rifugiandosi in luoghi riparati quali le grotte presenti sui monti circostanti. Al loro ritorno alcuni di loro, trovate le abitazioni completamente depredate, lasciarono il borgo andando a fondare altri nuclei abitativi, ovvero le attuali frazioni di Ama, Amora e Ganda.
Nel Basso Medioevo le condizioni migliorarono notevolmente, dal momento che furono disboscate intere zone sulle pendici dei monti circostanti, furono bonificati terreni ed introdotte nuovo colture, nonché ampliati e migliorati i sentieri limitrofi, che divennero utilizzabili da carri e bestiame fino al fondovalle. In breve si svilupparono notevoli traffici, di viandanti e commercianti, lungo quella che in breve avrebbe acquisito il nome di via Mercatorum. Considerata una delle principali vie per il commercio tra le valli bergamasche, permetteva il passaggio di persone e merci dirette verso la val Brembana, in quei tempi difficilmente raggiungibile utilizzando gli impervi sentieri del fondovalle brembano.
Questa strada lastricata, che ebbe il suo massimo splendore nei secoli compresi tra il XII ed il XVI, si sviluppava dalla città di Bergamo, arrivava a Nembro e saliva a Salmezza, da cui i traffici proseguivano verso l'altipiano di Selvino ed Aviatico (raggiungibile anche da una via alternativa passante dal paese di Albino) per raggiungere poi Trafficanti (frazione di Costa Serina), ed infine Serina.
In seguito all'inaugurazione della via Priula, che dal 1597 aprì una via alternativa nel fondovalle brembano, il borgo risentì di un isolamento che si protrasse per secoli.

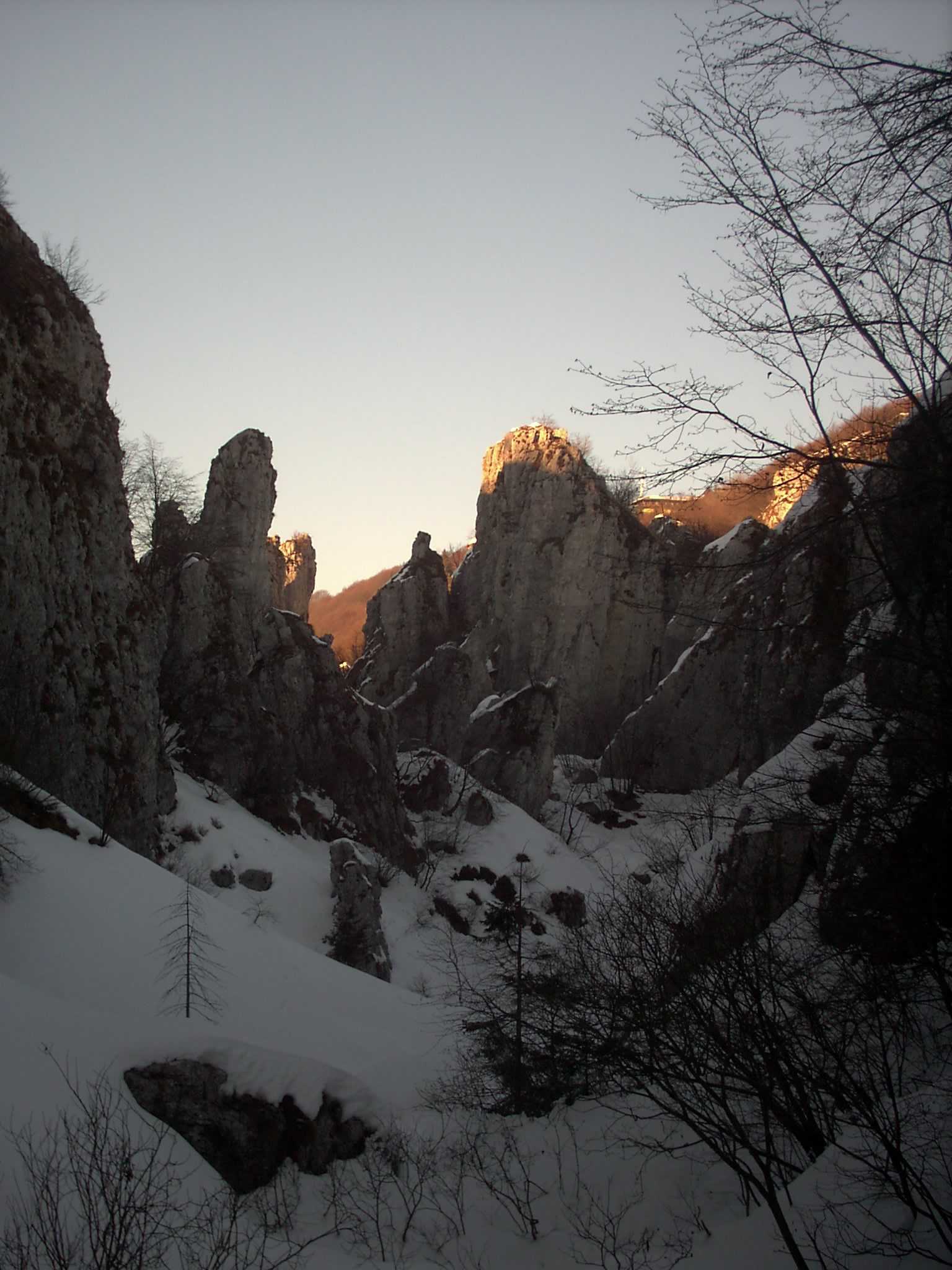
Il monte Cornagera, luogo di rifugio per gli abitanti nei momenti di calamità

In ambito demografico, negli anni compresi tra il 1173 ed il 1175, ad Aviatico si verificò un aumento della popolazione causato dall'immigrazione di alcune persone residenti presso il monte Purito, di competenza territoriale di Selvino. Questi, non accettando la delibera secondo la quale il loro paese sarebbe passato nei possedimenti della città di Bergamo, si trasferirono quindi in alcune baite utilizzate saltuariamente da pastori nomadi.
Nemmeno dieci anni più tardi, il 22 giugno 1185, il paese venne assalito da un'orda di banditi che mise a soqquadro l'abitato. Non trovando sufficienti beni da depredare a causa della povertà degli abitanti, presero in ostaggio alcune ragazze del villaggio. Si verificò allora la reazione degli abitanti, che raggiunsero i delinquenti e li affrontarono in una vera e propria battaglia svoltasi nei pressi della Forca di Aviatico, riuscendo a liberare le prigioniere. Qualche anno più tardi in quei luoghi fu innalzata una cappelletta, dedicata alla Madre del Buon Consiglio a ricordo di quegli eventi.
Nel frattempo a livello amministrativo si era verificata l'emancipazione comunale dei paesi della valle, tra cui quindi anche Aviatico, dal giogo feudale della curia bergamasca. Questo fu reso possibile anche grazie alla sinergia creatasi tra le varie comunità, che permise di istituire nel XIII secolo il Comune Maggiore di Albino, comprendente anche numerose comunità del fondovalle.
Gli eventi infausti non erano tuttavia finiti, dal momento che ben presto cominciarono ad emergere le diatribe tra le fazioni guelfa, per la quale era schierata la maggior parte degli abitanti di Aviatico, e ghibellina. Il livello di recrudescenza raggiunse l'apice il 26 maggio 1344, quando i reggenti del vicino borgo di Selvino cercarono di sopraffare quelli di Aviatico. Ne seguì una cruenta battaglia in cui vennero distrutte abitazioni ed uccise numerose persone, tra cui Antonio Cantulus, capo della comunità di Aviatico. Il luogo dove si svolsero gli eventi prese il nome da quella stessa persona, tanto che ancora oggi la località è nota con il nome Cantul.
In seguito a questo gli abitanti decisero quindi di dotarsi di una struttura difensiva, al fine di poter meglio contrastare nuove eventuali incursioni. Questa, dotata anche di una torre, venne edificata verso il 1370 presso il colle Botto, a metà strada tra Cantul e la frazione di Ama.

### La Serenissima Repubblica di Venezia
Alla definitiva pacificazione si arrivò pochi anni più tardi grazie all'avvento della Repubblica di Venezia, avvenuta formalmente nel 1427, in seguito alla richiesta di sottomissione avanzata dai consoli di Aviatico.
La Serenissima diede il via ad un periodo di tranquillità in cui l'intera zona riprese a prosperare, anche grazie alla diminuzione della pressione fiscale ed alla maggiore autonomia. Si svilupparono ulteriormente i commerci, specialmente della lana prodotta e trasportata alle industrie laniere della val Gandino, e vi fu nuovo impulso per l'agricoltura e l'allevamento.
Un violento scossone alla tranquillità della popolazione venne dalla violenta epidemia di peste di manzoniana memoria, che tra il 1629 ed il 1631 dimezzò il numero degli abitanti. Coloro che trovarono scampo al morbo, che per gran parte aveva trovato rifugio tra i torrioni e le grotte della Cornagera, decisero di edificare un santuario sul crinale della costa, dedicato a san Rocco, a fianco del quale vennero sepolti i morti causati dalla pestilenza.
A livello amministrativo, come riportato nella relazione stilata dal comandante della Serenissima Giovanni Da Lezze, nel 1593 Aviatico risultava essere dipendente dal comune di Desenzano, mentre le frazioni Ama ed Amora inscritte nel perimetro territoriale di Albino, con Ganda divisa tra le due entità.
L'autonomia arrivò il 6 luglio 1653 dopo aver ottenuto lo status di “contrada esterna” del Comune Maggiore di Albino. Lo status di contrada esterna diede tuttavia qualche problema di interpretazione dal momento che in documenti del XVIII secolo Aviatico viene indicato talvolta come autonomo, talvolta come assoggettato ad Albino.

### Dall'avvento di Napoleone fino ai giorni nostri

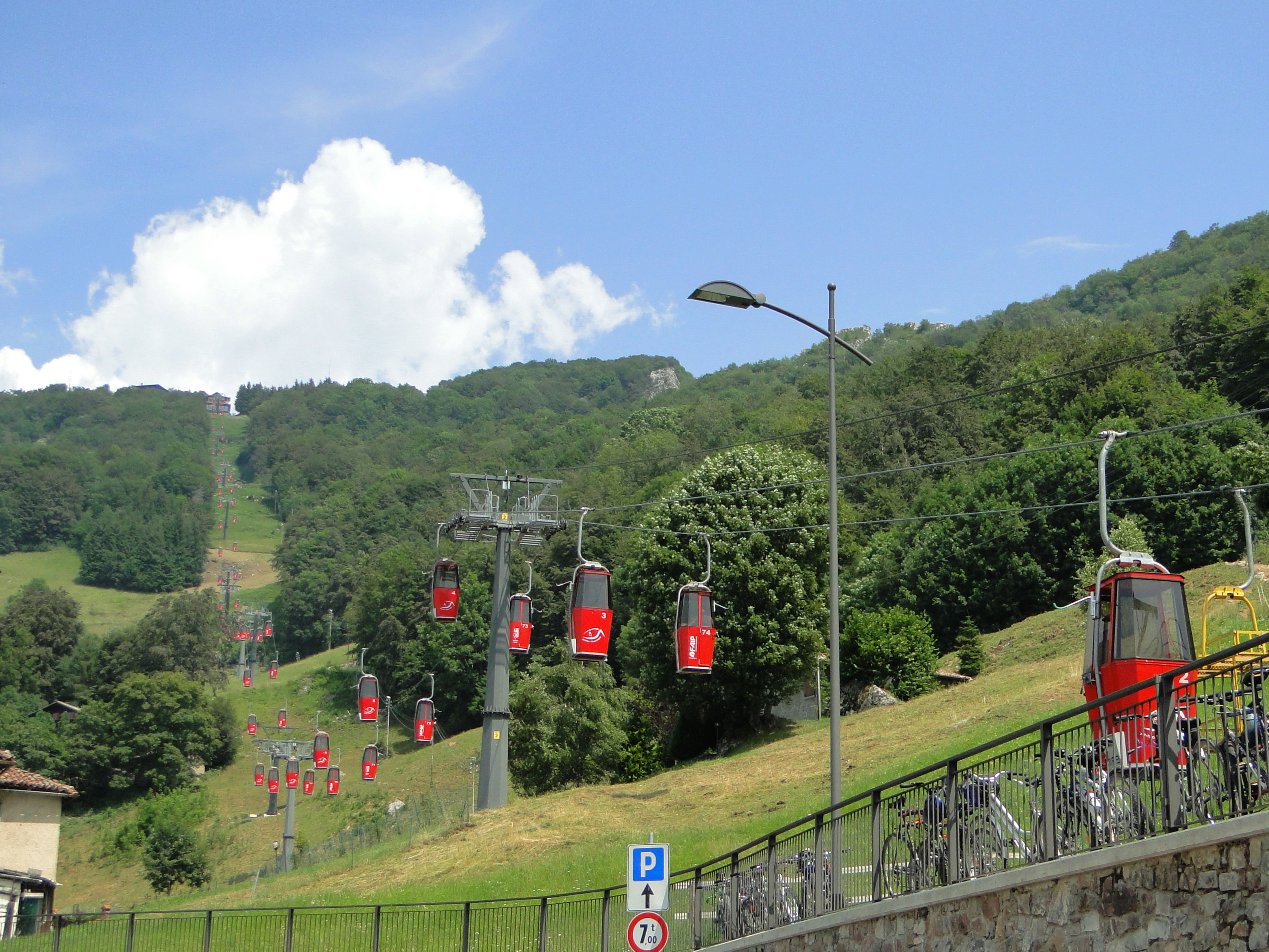
La bidovia sul monte Poieto, attivata nel XX secolo

L'arrivo della napoleonica Repubblica Cisalpina, che nel 1797 subentrò alla Repubblica di Venezia, portò una serie di riorganizzazioni territoriali in un breve lasso di tempo. Dapprima autonomo con la pertinenza soltanto del territorio censuario, nel 1798 Aviatico acquisì i borghi di Ama ed Amora, con Ganda che venne aggregato nel 1805. Quattro anni più tardi invece tutto il comune venne inglobato nel territorio di Albino.
La dominazione francese fu malvista da parte di numerosi abitanti, dal momento che le cronache riportano di continue perquisizioni ed arresti tra i presunti cospiratori.
A tal riguardo il comandante della guarnigione militare posta a Bergamo decise l'invio nel paese di una guarnigione di cavalleria al fine di reprimere eventuali rivolte.
In seguito alla Restaurazione del 1816, l'intera regione passò all'austriaco Regno Lombardo-Veneto, che definì nuovamente i confini ripristinando l'autonomia di Aviatico, in quella che è l'attuale configurazione territoriale.
I decenni seguenti, con il paese che nel 1859 entrò a far parte del Regno d'Italia, non videro episodi di rilievo, con gli abitanti dediti a condurre una vita umile ma dignitosa, che tuttavia spesso obbligava a scegliere la via dell'emigrazione.
Si verificò quindi una progressiva diminuzione della popolazione che, dopo aver raggiunto le 877 unità rilevate nel censimento del 1921, scese fino alle 514 del 1971. Nella seconda parte del XX secolo il trend demografico negativo fu arrestato dallo sviluppo dell'industria del turismo che, grazie alla presenza di itinerari naturalistici ed alla tranquillità del posto, che ha comportato un forte sviluppo edilizio ed ha permesso nuove opportunità ai residenti.

### Simboli
I simboli del comune sono lo stemma e il gonfalone concessi con D.P.R. 11 maggio 1972.
Blasonatura stemma:
(D.P.R. 11 maggio 1972)
Blasonatura gonfalone:
(D.P.R. 11 maggio 1972)

## Monumenti e luoghi d'interesse

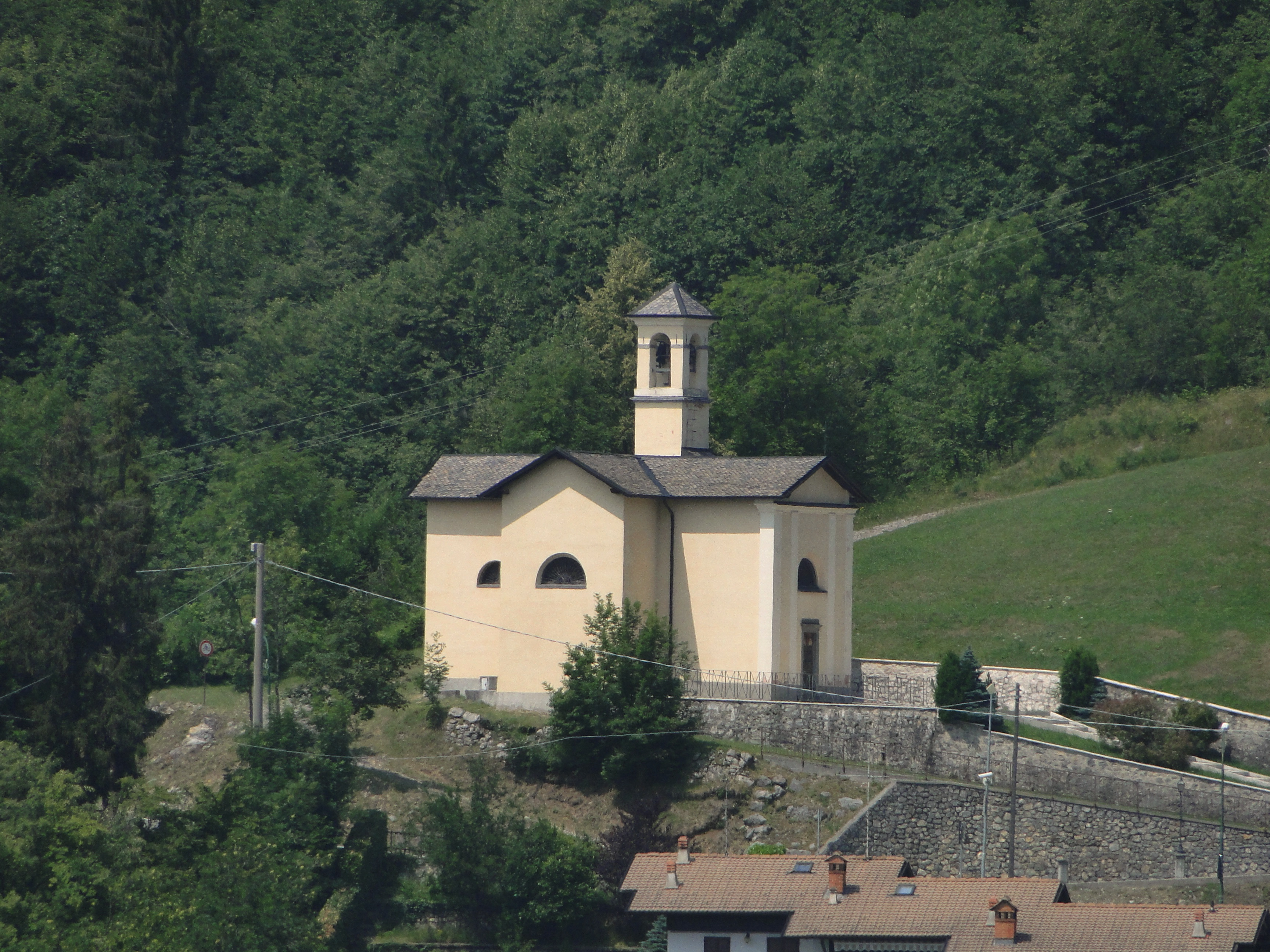
Il santuario di san Rocco

Tra gli itinerari naturalistici vi sono i monti Poieto e Cornagera, che sovrastano l'abitato. Il primo presenta itinerari alla portata di tutti, con un dislivello limitato, comunque superabile mediante l'utilizzo della bidonvia che, un tempo utilizzata per la pratica dello sci alpino, conduce fino alla sommità, su cui è posto anche un rifugio, da cui è possibile godere di una visuale sulla bassa val Seriana e la val Gandino.
La seconda è invece adatta ad un'utenza più esperta, con sentieri che si sviluppano tra forre e guglie, offrendo la possibilità di compiere arrampicate anche di elevata difficoltà.
Tra le altre tracce, sono da segnalare anche quelle contrassegnate con il segnavia del C.A.I. numero 519 (dal Poieto alla Forca, incrocio di più sentieri a nord del paese frequentato per la presenza di un laghetto artificiale, fino al monte Suchello), numero 521 (dal Poieto alla Cornagera fino al borgo di Ganda, da cui si scende sul fondovalle seriano presso Rova), numero 522 (da Ganda ad Orezzo tramite la "valle di Platz"), 537 (dalla località "Cantul" ad Ama, poi Amora fino a Bondo Petello) e 538 (da Ganda al "Col del Batès" fino a Comenduno).
In ambito architettonico merita menzione la chiesa parrocchiale di san Giovanni Battista, che sovrasta il centro abitato. Edificata al termine del XIII secolo ed inizialmente intitolata alla Madre di Dio, ha subìto numerosi rifacimenti e ristrutturazioni nel corso dei secoli che l'hanno portata alle attuali dimensioni. Originariamente inclusa nella pieve di Nembro, ma in seguito inserita nella vicaria di Selvino, custodisce al proprio interno dipinti di Giovan Battista Moroni (“san Francesco di Assisi”), di Giuseppe Orelli (“Battesimo di Gesù”), di Antonio Cifrondi e del Querena.
Poco distante, nei pressi del crinale della costa, si trova la chiesetta di san Rocco. Edificata in seguito ad un voto fatto dagli abitanti durante l'epidemia di peste del 1630, venne collocata nei pressi del cimitero. Ampliata nel corso del XX secolo, presenta affreschi di angeli e santi ed un dipinto del Cifrondi.
Inoltre, alle pendici del Poieto, si dirama un incrocio di sentieri noto come Forca d'Aviatico, da cui partono sei percorsi diretti a paesi e montagne vicini. Vi si trova un laghetto artificiale.
Degne di nota sono anche la chiesetta della "Madonna della neve", posta alla sommità del monte Poieto, ma anche le chiese delle tre frazioni. Ad Ama è difatti presente la secentesca chiesa dedicata a San Salvatore ed alla Trasfigurazione, ad Amora la parrocchiale di san Bernardino da Siena ed a Ganda quella di santa Maria Assunta.

## Società

### Evoluzione demografica
Abitanti censiti

## Amministrazione
| Periodo          | Periodo        | Primo cittadino          | Partito                              | Carica  | Note |
| ---------------- | -------------- | ------------------------ | ------------------------------------ | ------- | ---- |
| 7 giugno 1993    | 28 aprile 1997 | Anselmo Stefano Dentella | Democrazia Cristiana                 | Sindaco |      |
| 28 aprile 1997   | 20 agosto 1998 | Vasco Olivieri           | lista civica                         | Sindaco |      |
| 30 novembre 1998 | 28 maggio 2003 | Vasco Olivieri           | lista civica                         | Sindaco |      |
| 28 maggio 2003   | 16 aprile 2008 | Anselmo Stefano Dentella | lista civica                         | Sindaco |      |
| 16 aprile 2008   | 28 maggio 2013 | Anselmo Stefano Dentella | lista civica "Insieme per il futuro" | Sindaco |      |
| 28 maggio 2013   | 11 giugno 2018 | Michele Villarboito      | lista civica "Insieme per il futuro" | Sindaco |      |
| 11 giugno 2018   | 15 maggio 2023 | Mattia Carrara           | lista civica "Cambia Vento"          | Sindaco |      |
| 15 maggio 2023   | 'in carica'    | Mattia Carrara           | lista civica "Cambia Vento"          | Sindaco |      |